# Going am Wilden Kaiser

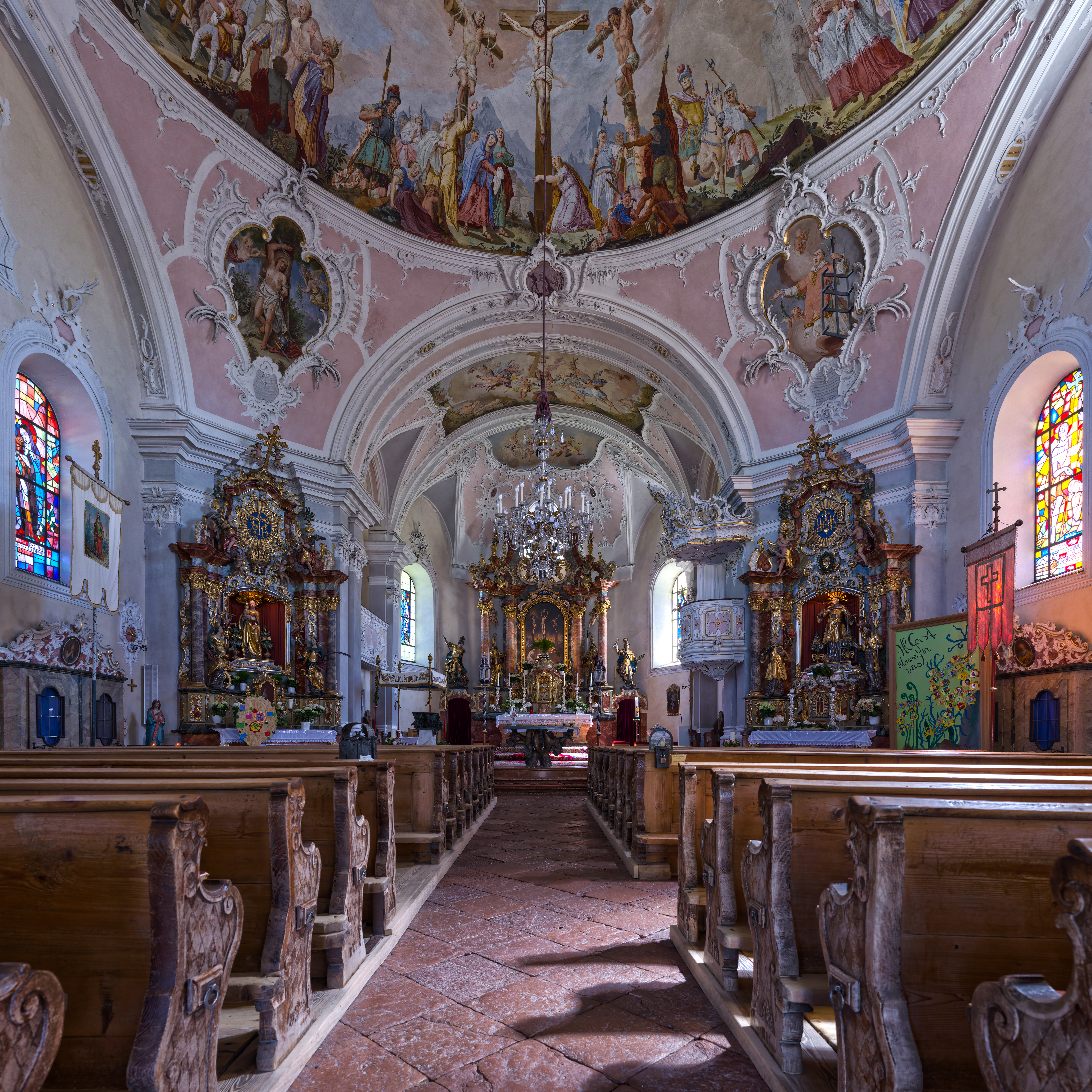
Intérieur de l'église de la paroisse de Going am Wilden Kaiser. Juin 2016.

Going am Wilden Kaiser est une commune autrichienne du district de Kitzbühel dans le Tyrol.

## Géographie
Going am Wilden Kaiser est située à l'ouest de St. Johann in Tirol, dont elle est séparée par la rivière Rettenbach, sur laquelle est situe la cascade Schleierfall.